# Mán voi
Mán voi hay mán ông voi, tên khoa học là Dendrocnide urentissima, là loài thực vật có hoa trong họ Tầm ma. Loài này được François Gagnepain mô tả khoa học đầu tiên năm 1928 dưới danh pháp Laportea urentissima. Năm 1965 Wee-Lek Chew chuyển nó sang chi Dendrocnide.

## Mô tả
Cây cao 3–15 m, đường kính ngang ngực: 8–20 cm; vỏ cây màu xám trắng, lỗ bì hình elip; sẹo lá hình bán nguyệt, dễ thấy; phần thân trên và các cành nhánh có lông nhung và lông ngứa, nhưng nhanh chóng trở thành nhẵn nhụi. Các lá kèm sớm rụng, hình tam giác-hình trứng, khoảng 1 cm, bóng như da, phủ lông măng phía xa trục; cuống lá 7–15 cm, có lông nhung và lông ngứa ngắn; phiến lá màu xanh lục sẫm, hình tim, 15-25 × 12–22 cm, mỏng như giấy, 3-5 gân, các gân bên 5-7 ở mỗi bên, nối với nhau ở trước mép lá, bề mặt phía gần trục có lông cứng và lông ngứa ngắn thưa thớt, bề mặt phía xa trục có lông nhung, với các chấm tuyến màu đỏ, với các lông ngứa tren các gân, đế lá hình tim, mép lá nguyên hoặc có răng cưa nhỏ không rõ nét ở gần đỉnh, đỉnh nhọn; các sỏi khoang dạng điểm nhỏ, dễ thấy phía gần trục. Cụm hoa ở nách gần đầu các cành nhỏ, hình chùy dài, ngắn hơn lá; các cụm hoa cái dài hơn lá, đến 50 cm, cuống đến 25 cm, dày đặc lông ngứa. Hoa đực gần như không cuống, khi ở dạng nụ khoảng 2 mm; thùy bao hoa 5, hình trứng, không lông; nhị 5; bầu nhụy thô sơ hình nón ngược, 1 mm. Hoa cái 4-6 thành một hàng trên đế hoa có cuống hình quạt hơi dày cùi thịt, hoàn toàn không cuống, khoảng 1 mm; thùy bao hoa 4, không đều, 1 lớn khoảng 1 mm, 2 vừa khoảng 0,5 mm và 1 nhỏ khoảng 0,3 mm. Bầu nhụy khoảng 1 mm; đầu nhụy hình lưỡi bẹ khoảng 3 mm; lá bắc khoảng 0,3 mm. Quả bế màu ánh đỏ sẫm, tựa hình cầu, xiên, nén ép, đường kính khoảng 3 mm, mụn cóc dễ thấy; bao hoa bền tạo thành một chén nhỏ ở đáy. Ra hoa tháng 9-10 hoặc tháng 1-2, kết quả tháng 10-12 hoặc tháng 4-5.

## Phân bố
Loài này sinh sống trong rừng hỗn hợp trên đá vôi ở cao độ 800-1.300 m. Khu vực phân bố: Việt Nam, miền nam Vân Nam và tây nam Quảng Tây.